# 29568 Gobbi-Belcredi
29568 Gobbi-Belcredi este un asteroid din centura principală de asteroizi.

## Descriere
29568 Gobbi-Belcredi este un asteroid din centura principală de asteroizi. A fost descoperit pe 25 martie 1998 la Observatorul San Vittore din Bologna. Asteroidul prezintă o orbită caracterizată de o semiaxă mare de 2,86 ua, o excentricitate de 0,10 și o înclinație de 3,2° în raport cu ecliptica.